# Pedro Lenz

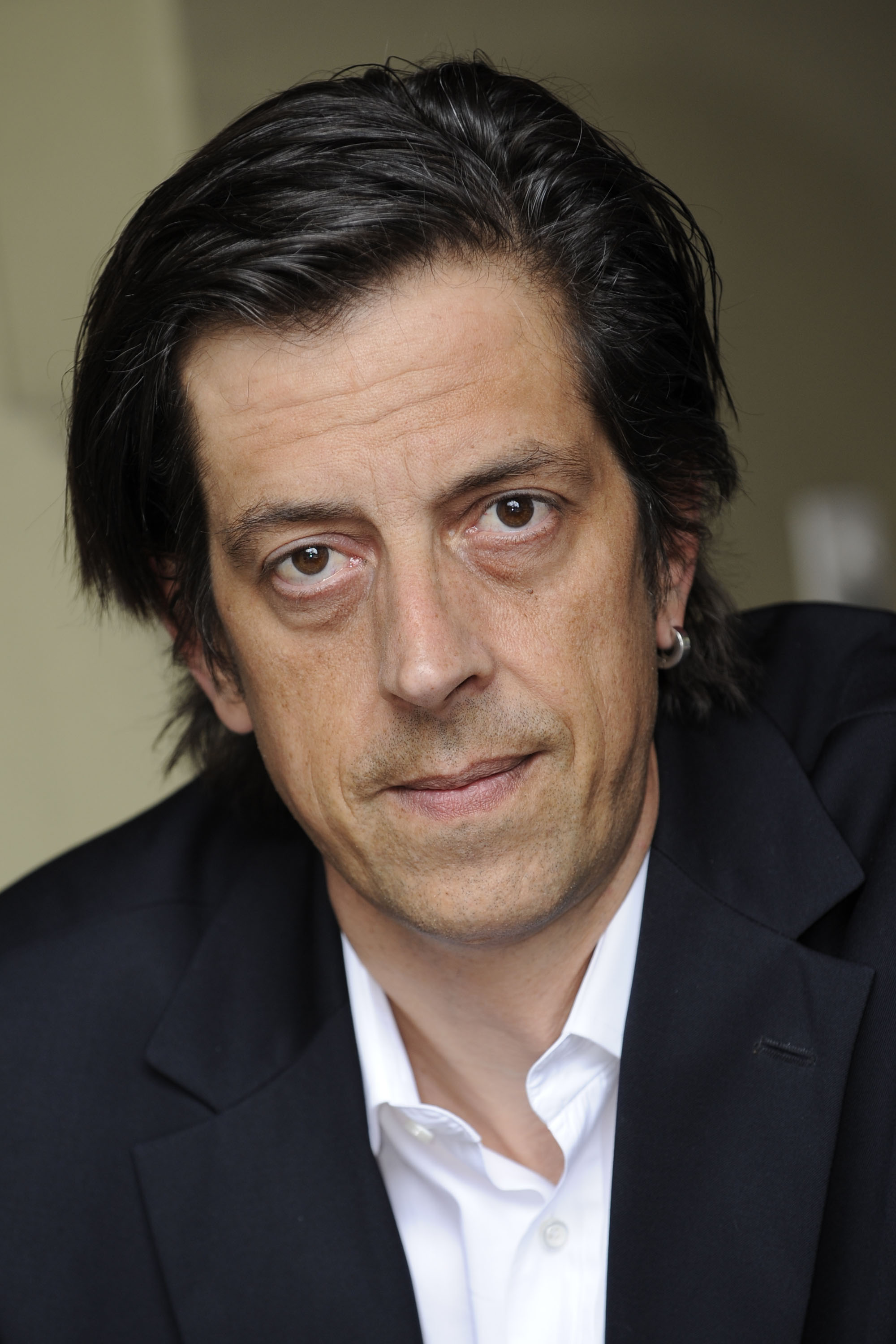
Pedro Lenz (2008)

Pedro Lenz (* 8. März 1965 in Langenthal) ist ein Schweizer Schriftsteller, der meist in Mundart schreibt und vorträgt.

## Leben
Pedro Lenz wuchs mit seinem Schweizer Vater und seiner spanischen Mutter zusammen mit zwei Geschwistern in Langenthal auf. 1984 schloss er die Lehre als Maurer ab. Auf dem zweiten Bildungsweg absolvierte er die Eidgenössische Matura 1995. Anschliessend studierte er einige Semester spanische Literatur an der Universität Bern. Seit 2001 arbeitet er vollzeitlich als Schriftsteller.
Lenz schreibt Kolumnen für verschiedene Zeitungen und Zeitschriften, von der NZZ bis zur WOZ. Als Autor ist er Mitglied des Bühnenprojekts «Hohe Stirnen» und der Spoken-Word-Gruppe Bern ist überall. Er hat Texte für verschiedene Theatergruppen und für das Schweizer Radio SRF verfasst. Er war 2007 bis zur Einstellung der Sendung Ende März 2021 Mitglied des Teams der Morgengeschichte von Radio SRF 1, wo er regelmässig um 8.40 Uhr zu hören war. 2008 nahm er an den Klagenfurter Literaturtagen teil.
Er hat sich mehrfach zu aktuellen politischen Themen geäussert, so zum Beispiel als Präsident des Vereins Nein zum Sendeschluss gegen die Volksinitiative Ja zur Abschaffung der Radio- und Fernsehgebühren (No Billag).
Pedro Lenz lebt in Olten und ist dort mit dem Journalisten Werner de Schepper Mitinhaber eines Restaurants. An Silvester 2017 wurde er gemeinsam mit der Schauspielerin und Fernsehmoderatorin Rahel Grunder, Tochter des Politikers und Unternehmers Hans Grunder, Vater eines Sohnes. Am 18. Oktober des darauf folgenden Jahres heiratete das Paar am 30. Geburtstag der Braut. Es hat inzwischen zwei Kinder.

## Auszeichnungen
- Literaturpreis der Schweizerischen Arbeiterbildungszentrale, 1994
- Literaturstipendium der Stadt Bern in Glasgow, 2005
- Kleinkunstpreis «Goldener Biberfladen Appenzell», 2005
- Kulturpreis der Stadt Langenthal, 2005
- Literaturpreis des Kantons Bern für das literarische Gesamtschaffen im vergangenen Jahr, 2008
- Literaturpreis des Kantons Bern für «Der Goalie bin ig», 2010
- Kulturpreis vom Schweizerischen Gewerkschaftsbund SGB, 2010
- Nomination für den Schweizer Buchpreis mit «Der Goalie bin ig», 2010
- Schillerpreis für Literatur der Deutschen Schweiz für «Der Goalie bin ig», 2011
- Literaturpreis des Kantons Bern 2011 für das Duo Hohe Stirnen mit Pedro Lenz und Patrik Neuhaus für ihr Programm «Tanze wie ne Schmätterling»
- Gewinner diverser Poetry Slams
- Die Romanverfilmung «Der Goalie bin ig» unter Regie von Sabine Boss und Mitwirkung von Lenz erhielt 2014 den Schweizer Filmpreis. Pedro Lenz erhielt gemeinsam mit Sabine Boss und Jasmine Hoch den Quartz für das beste Drehbuch des Jahres.
- Preis für Literatur 2014 des Kantons Solothurn
- Schweizer Kleinkunstpreis 2015 vom Bundesamt für Kultur
- Jonathan-Swift-Preis 2023[9]

## Werke

### Bücher
- Die Welt ist ein Taschentuch. Gedichte von da, von dort und von drüben. X-Time, Bern 2002, ISBN 3-909990-08-8.
- Momente mit Menschen. Ein Mosaik. 71 Portraits. Stämpfli, Bern 2002, ISBN 3-9520209-2-3.
- Tarzan in der Schweiz. Gesammelte Kolumnen zur gesprochenen Sprache. X-Time, Bern 2003, ISBN 3-909990-12-6.
- Das Kleine Lexikon der Provinzliteratur. Bilger, Zürich 2005, ISBN 978-3-908010-72-2.
- Plötzlech hets di am Füdle. Banale Geschichten. Cosmos, Muri bei Bern 2008, ISBN 978-3-305-00425-6.
- Der Goalie bin ig. Roman. Verlag Der gesunde Menschenversand, Luzern 2010, ISBN 978-3-905825-17-6.
  - Übersetzungen: siehe eigener Abschnitt weiter unten
- Tanze wi ne Schmätterling. Die Coiffeuse und der Boxer. Cosmos, Muri bei Bern 2010, ISBN 978-3-305-00426-3.
- (Hrsg.) Carl Albert Loosli: Loosli für die Jackentasche. Geschichten, Gedichte und Satiren. Rotpunkt, Zürich 2010, ISBN 978-3-85869-426-3.
- Liebesgschichte. Roman. Cosmos, Muri bei Bern 2012, ISBN 978-3-305-00428-7.
- I bi meh aus eine. Die bemerkenswerte Geschichte eines Emmentaler Siedlers. Cosmos, Muri bei Bern, 2012, ISBN 978-3-305-00465-2.
- Radio. Morgengeschichten. Verlag Der gesunde Menschenversand, Luzern 2014, ISBN 978-3-905825-92-3.
- Wienachtsgschichte – von Klaus Schädelin bis Pedro Lenz. Cosmos, Muri bei Bern, 2014, ISBN 978-3-305-00468-3.
- Fussball und andere Randsportarten (mit Etrit Hasler). Kolumnen aus der WOZ. WOZ Die Wochenzeitung, Zürich 2014, ISBN 978-3-906236-12-4.
- Der Gondoliere der Berge. Cosmos, Muri bei Bern 2015, ISBN 978-3-305-00467-6.
- Di schöni Fanny. Roman. Cosmos, Muri bei Bern 2016, ISBN 978-3-305-00469-0.
  - Übersetzung: Die schöne Fanny. Roman. Aus dem Schweizerdeutschen von Raphael Urweider. Kein & Aber, Zürich 2017, ISBN 978-3-0369-5767-8.
- Der Liebgott isch ke Gränzwächter. 44 Mundartkolumnen. Cosmos Verlag, Muri bei Bern 2018, ISBN 978-3-3050-0471-3.
- Primitivo. Roman. Cosmos Verlag, Muri bei Bern 2020, ISBN 978-3-3050-0472-0.[10]
- Post aus Barcelona. Wienachtsgschichte in Mundart und Hochdeutsch. Knapp Verlag, Olten 2022, ISBN 978-3-906311-90-6.
- Chöit ders eso näh? Kolumnen. Cosmos Verlag, Muri bei Bern 2022, ISBN 978-3-305-00505-5.

#### Übersetzungen von «Der Goalie bin ig»
- In porta c’ero io! Übersetzt aus dem Berner Dialekt ins Italienische von Simona Sala. Gabriele Capelli Editore, Mendrisio 2011, ISBN 978-88-87469-91-2.
- Der Keeper bin ich. Übersetzt aus dem Berner Dialekt ins Hochdeutsche von Raphael Urweider. Bilger, Zürich 2012, ISBN 978-3-03762-024-3.
- Naw Much of a Talker. Übersetzt aus dem Berner Dialekt ins schottische Englisch von Donal McLaughlin. Freight Books, Glasgow 2013, ISBN 978-1-908754-22-6.
- Čia aš varatarius. Iš šnekamosios Berno vokiečių kalbos vertė Markus Roduner ir Rimantas Kmita. Übersetzung ins Litauische. BaltArt-Verlag, Langenthal 2013. Reihe Šveicarijos literatūra BaltArt leidykloje. t. 1, ISBN 978-3-9523109-7-7.
- Vārtsargs esmu es. Übersetzt von Ieva Sprog̓e ins Lettische. BaltArt-Verlag, Langenthal 2017, ISBN 978-3-95245591-3.
- Faut quitter Schummertal. Übersetzt aus dem Berner Dialekt ins Französische von Daniel Rothenbühler und Nathalie Kehrli. Editions d’en bas, 2014, ISBN 978-2-8290-0471-1.
- A portás én vagyok. [fordította: Adamik Lajos]. Übersetzung ins Ungarische. L’Harmattan Kiadó, Budapest 2014, ISBN 978-963-236-894-8.
- De keeper ben ik. Übersetzt ins Niederländische von Jolanda Ammon. Em. Querido’s Uitgeverij, Amsterdam 2017, ISBN 978-9-02140376-2.
- Вратарь – это я (Vratar' – ėto ja: roman v razgovornoj reči). Übersetzt ins Russische von Ruth Widmer und Timur Nevzorov. Kemerovo 2016, ISBN 978-5-9908276-3-9.[11]

### Bühnenprojekte
- Hohe Stirnen mit Patrik Neuhaus (Piano, Akkordeon). Programme:
  - Miniaturen, 2001.
  - Teilwahrheiten, 2003.
  - Absecklen wenn es Zeit ist, 2006.
  - Tanze wie ne Schmätterling, 2009.
  - I bi meh aus eine – die bemerkenswerte Geschichte eines Emmentaler Siedlers, 2013.
- Bern ist überall
- Goalie-Tour. mit Christian Brantschen (Piano), musikalische Lesung des Romans Der Goalie bin ig, 2011/2012.
- Duo Längs u Breits. mit Werner Aeschbacher (Akkordeon), Auftritt am Arosa Humor-Festival 2012.

### Audio-CDs
- I wott nüt gseit ha. Monologe des Kummers. Verlag Der gesunde Menschenversand, Luzern 2004, ISBN 3-9521517-8-5.
- Bern ist überall. Im Kairo. (mit Adi Blum, Stefanie Grob, Guy Krneta, Gerhard Meister, Michael Pfeuti, Michael Stauffer und Beat Sterchi). Verlag Der gesunde Menschenversand, Luzern 2006, ISBN 3-9522993-4-0.
- Angeri näh Ruschgift. Monologe der Leidenschaft. Verlag Der gesunde Menschenversand, Luzern 2007, ISBN 3-905825-03-1.
- Das kleine Lexikon der Provinzliteratur. (Live-Aufnahme im Café Kairo in Bern vom 14. April 2008). Merian, Basel 2008, ISBN 978-3-85616-389-1.
- Ungerdüre. Pedro Lenz schickt Strohmann-Kauz in den Berg. Textwerkstatt, Olten 2008, ISBN 978-3-905848-08-3.
- Bern ist überall: «partout». Hörbuch, 57 Min. Verlag Der gesunde Menschenversand, Luzern 2008, ISBN 978-3-905825-08-4.
- Tanze wi ne Schmätterling (mit Patrik Neuhaus). Cosmos, Muri bei Bern 2010, ISBN 978-3-305-00427-0.
- Der Goalie bin ig (mit Christian Brantschen). Hörbuch, 4 CDs, 254 Minuten. Verlag Der gesunde Menschenversand, Luzern 2011, ISBN 978-3-905825-31-2.
- Liebesgschichte Hörbuch, 78 Min. Cosmos, Muri bei Bern 2012, ISBN 978-3-305-00429-4.
- I bi meh aus eine (mit Patrik Neuhaus). Cosmos, Muri bei Bern 2013, ISBN 978-3-305-00466-9.
- Die Schwalbenkönige Verlag der gesunde Menschenversand, Luzern 2014, ISBN 978-3-905825-79-4.
- Jimmy Flitz, e Reis dür d Zyt Hörspiel, SoundService, (mit Roland Zoss, Steff la Cheffe u. a.), 2015,  ISBN 978-3-03739-324-6
- Die schöni Fanny. Autorenlesung. Musik: Christian Brantschen. Vollständige Lesung. SRG, Schweizer Radio und Fernsehen, Kein & Aber, Zürich, 2017. ISBN 978-3-305-00470-6